# Vitexină
Vitexina este o glucozidă a unei flavone naturale (apigenină) care se găsește în unele specii de plante, precum floarea pasiunii, (Passiflora), Vitex agnus-castus, în frunzele de bambus Phyllostachys nigra, Cenchrus americanus și în păducel.